# Ferdinand Schmutzer
Ferdinand Schmutzer (21. května 1870 Vídeň – 26. října 1928 tamtéž) byl rakouský fotograf, rytec, grafik a portrétní malíř.

## Život a dílo
Schmutzer pocházel z tradiční vídeňské rodiny umělců. Jeho praděd Jacob Matthias Schmutzer založil ryteckou akademii „k.k. Kupferstecher-Academie“ ve Vídni, která se brzy sloučila s Akademií výtvarných umění „k.k. Akademie der vereinigten bildenden Künste“. Podobně jako jeho dědeček a otec pracoval Ferdinand Schmutzer nejprve s plastikou, vystudoval však malbu na Vídeňské akademii. Během studií v Nizozemsku se v něm díky Rembrandtovi probudil zájem o techniku leptu. Brzy slavil se svými portréty ve vídeňské společnosti velký úspěch. Modelem mu stáli jeho významní současníci jako byli Sigmund Freud, Albert Einstein, císař František Josef nebo Karl Lueger.
Schmutzer vystavoval svá díla v mezinárodním měřítku a získal několik ocenění a vyznamenání. Hlavní inovací bylo použití velkých formátů, které do té doby v umění leptu nebyly známy. V roce 1901 se Schmutzer stal členem spolku Wiener Secession, v roce 1908 byl jmenován uznávaným mistrem svého umění profesorem na Akademii výtvarných umění ve Vídni. Kromě velkých rozměrů představil nové techniky, používal nový proces leptání, experimentoval s novými druhy jehel. Od roku 1922 do roku 1924 byl rektorem Akademie.
Zemřel v roce 1928 ve svých 58. letech ve Vídni ve své vile v ulici Sternwartestraße. Jeho dcera byla umělkyně Susanne Peschke-Schmutzer.

## Výstavy
- Ferdinand Schmutzer - Porträtist des Wiener Geisteslebens (lepty), Akademie der bildenden Künste Wien, 21. 10. 1998 – 10. ledna 1999.
- Der fotografische Blick des Malers. Die Wiener Gesellschaft aus der Sicht Ferdinand Schmutzers (vintage printy), Wiener Stadt- und Landesarchiv, 8. listopadu 2004 – 25. února 2005.
- Ferdinand Schmutzer (Fotografie), Galerie Westlicht, Wien, 30. listopadu 2001 – 24. února 2001.
- Ferdinand Schmutzer: Freud und seine Zeit im Porträt (rytny, fotografie, heliogravury, dokumenty), Sigmund Freud Museum, Wien, 26. září 2008 – 25. ledna 2009.

## Galerie

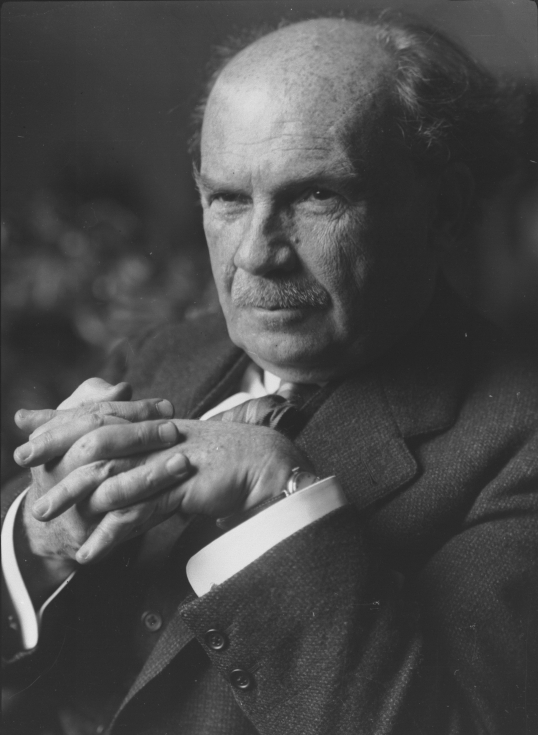
Eugen d'Albert
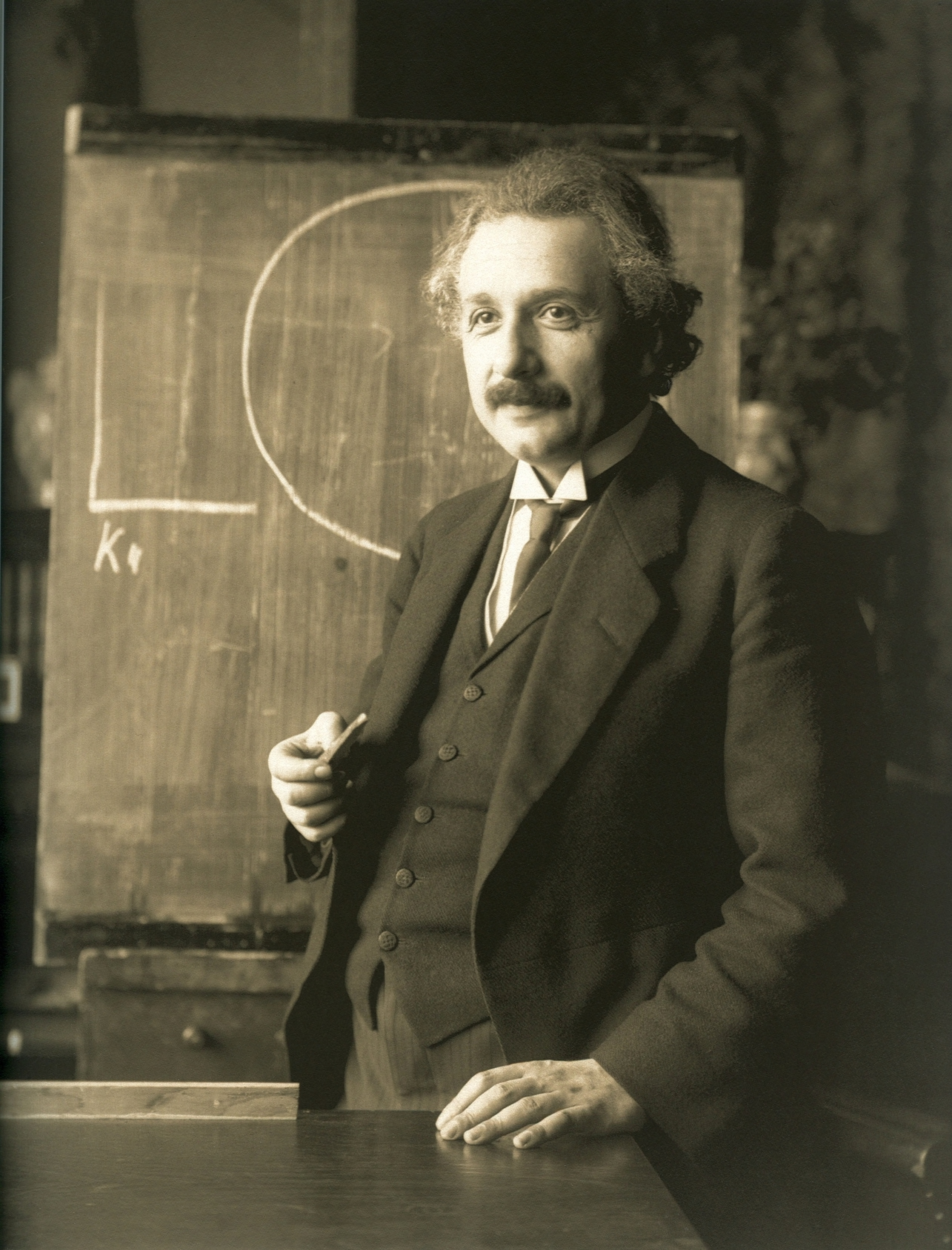
Albert Einstein, 1921
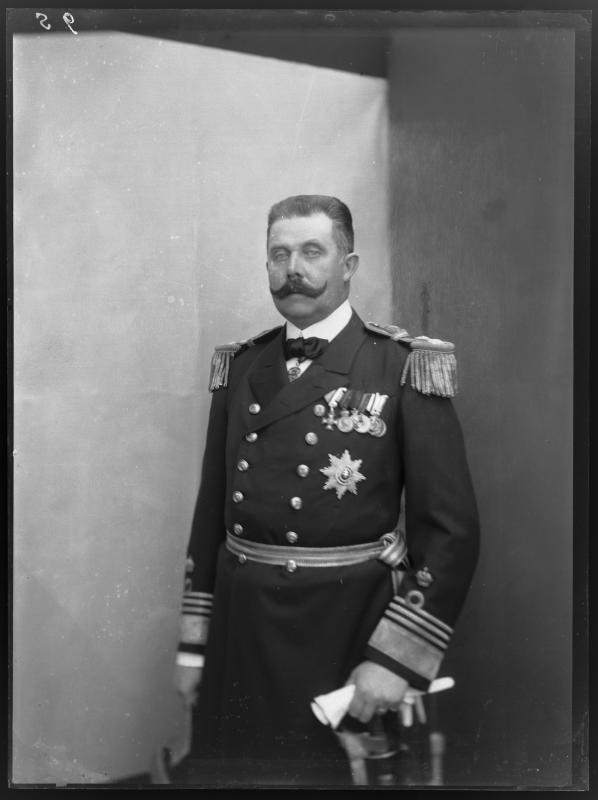
Franz Ferdinand von Österreich-Este, 1914
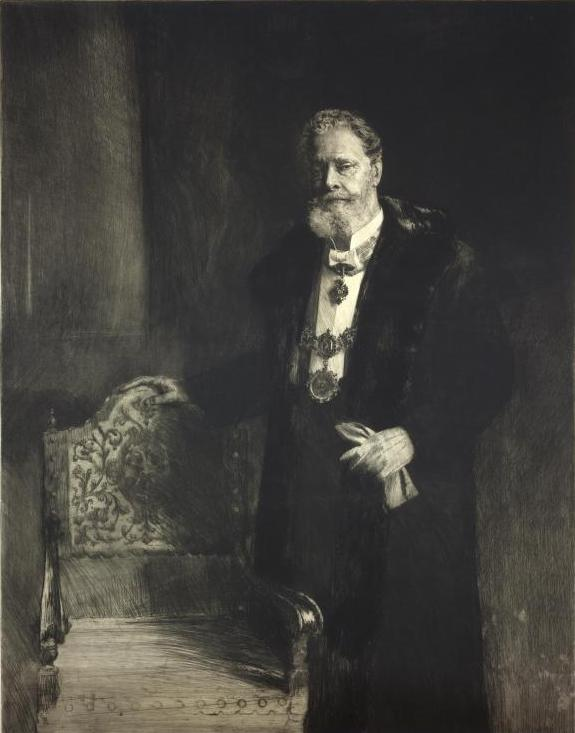
Karl Lueger
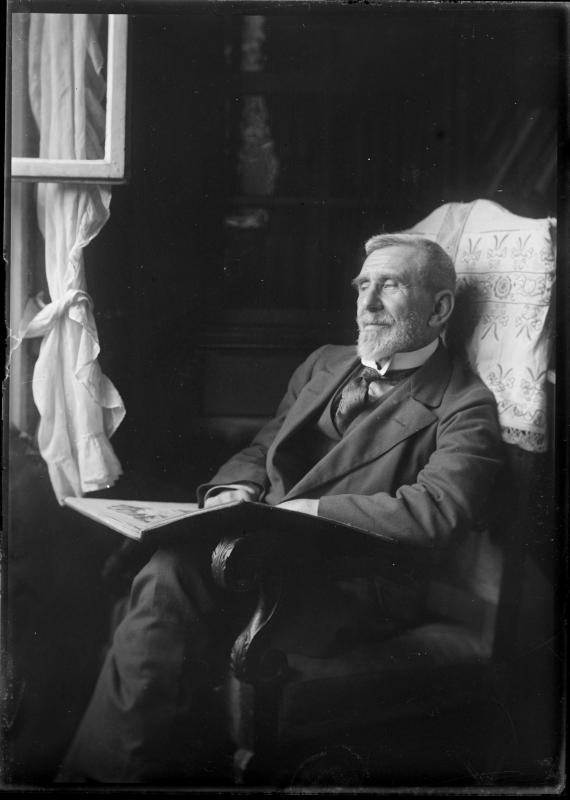
Friedrich Ohmann, 1920
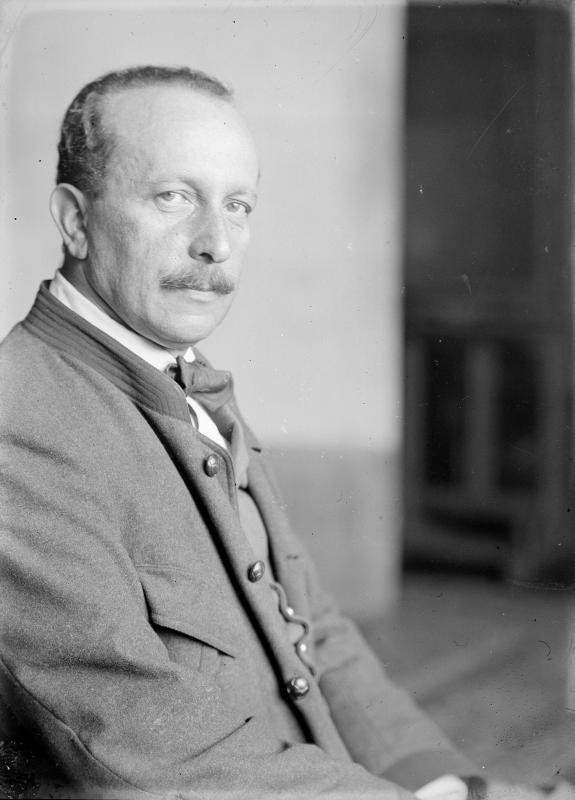
Felix Salten, 1910
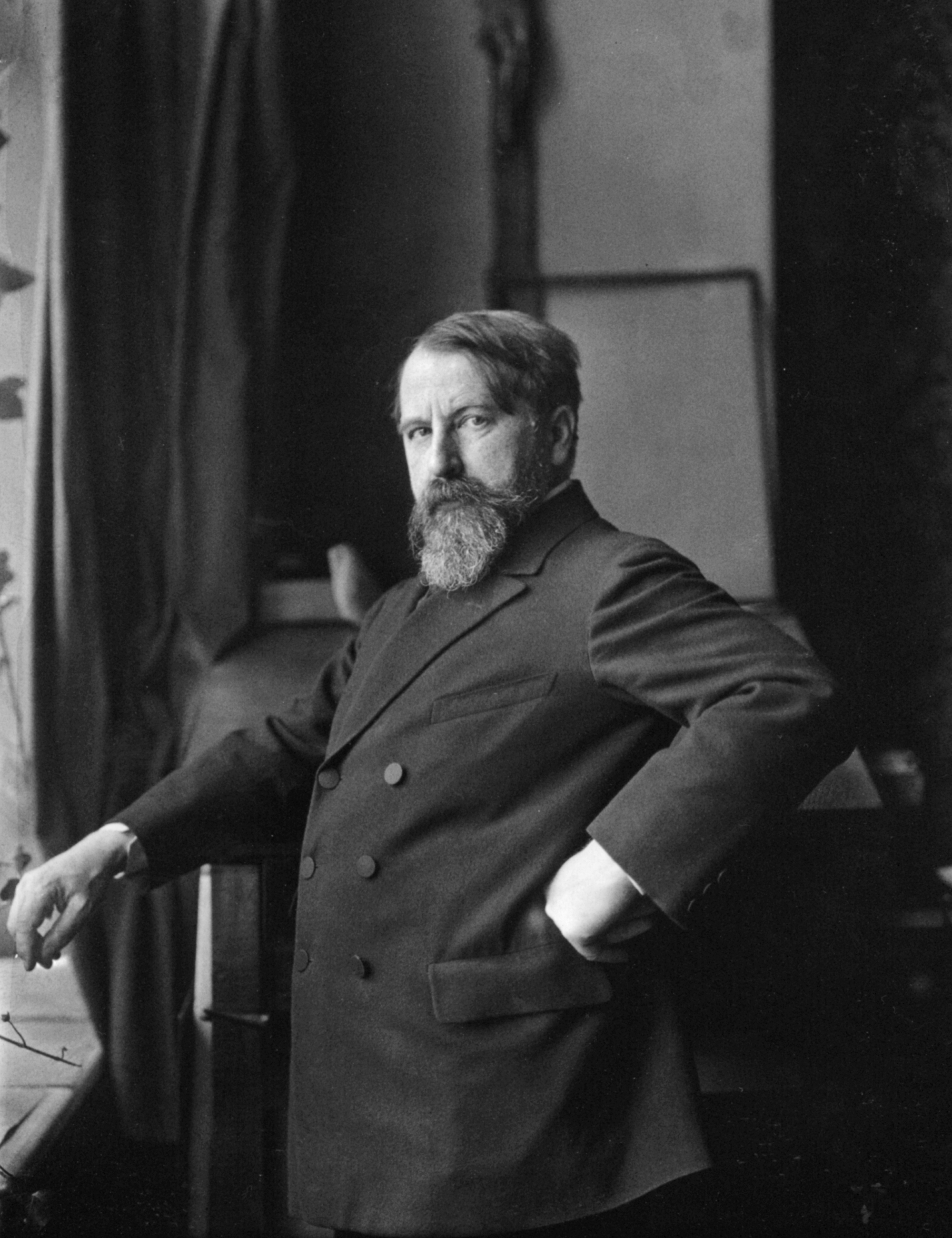
Arthur Schnitzler, 1912
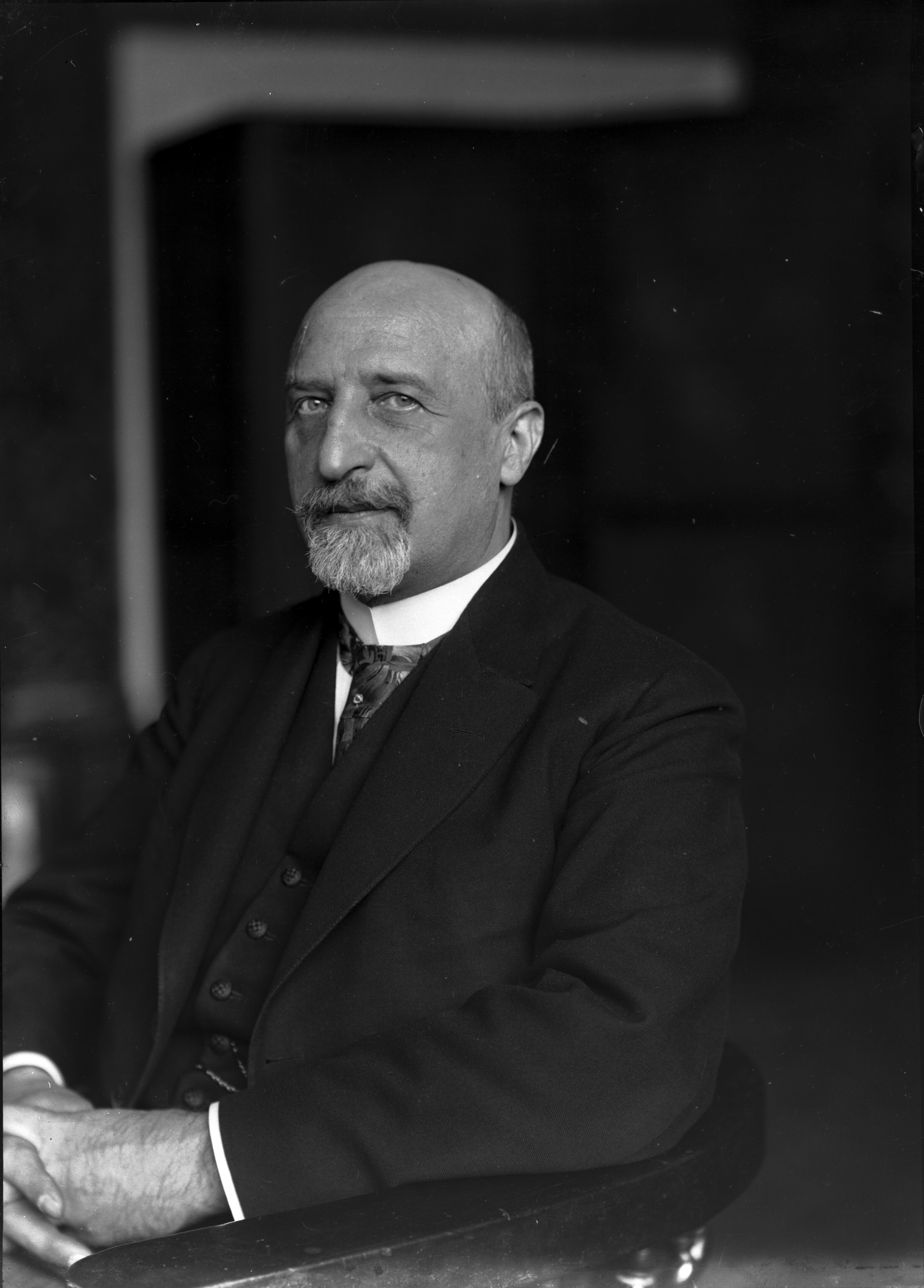
Karl Seitz, 1925
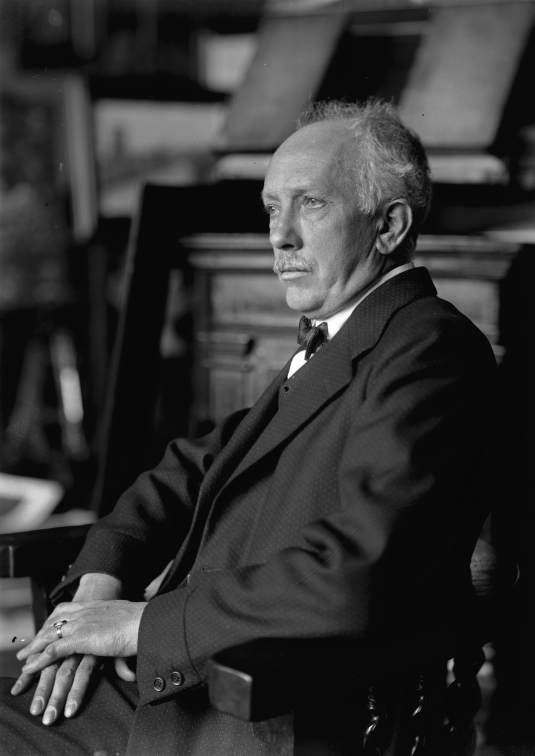
Richard Strauss, 1922
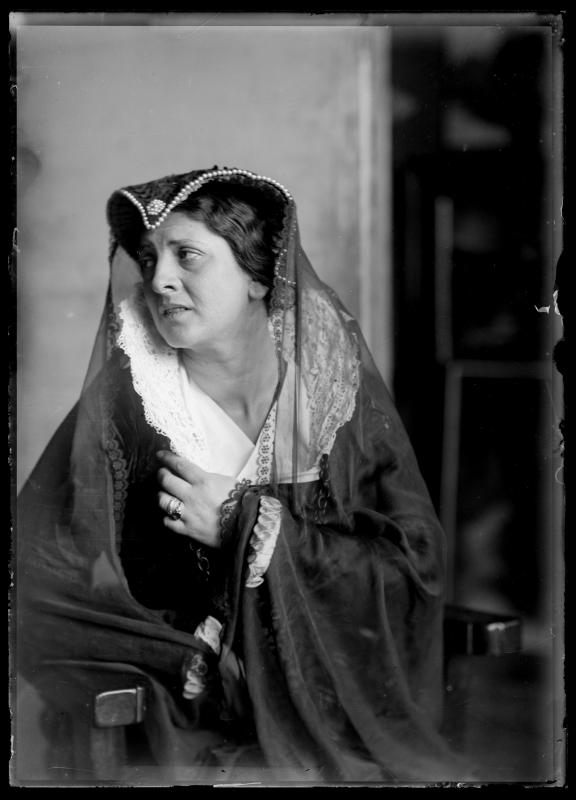
Else Wohlgemuth jako Marie Stuartovna